# Heinrich Lauterbach
Heinrich Lauterbach (ur. 2 marca 1893 we Wrocławiu, zm. 16 marca 1973 w Biberach an der Riß) – niemiecki architekt, współorganizator i jeden z projektantów WuWy.

## Życiorys
Heinrich Lauterbach urodził się w 1893 roku. Pochodził z rodziny kolonistów niemieckich z Hesji, którzy osiedli na Śląsku w XIII wieku na ziemi otrzymanej od księcia Henryka Brodatego. W każdym pokoleniu mężczyźni nosili od tego czasu imię Heinrich. Jego ojcem był kupiec, właściciel lasów, tartaków i handlarz drewnem działający w Galicji, Austro-Węgrzech i Polsce. Młody Lauterbach uczył się w gimnazjum Marii Magdaleny, miał przejąć rodzinną firmę handlową. Rozpoczął studia we wrocławskiej Akademii Sztuki, w klasie rzeźby Theodora von Gosena. Oprócz rzeźby zajmował się także rysunkiem i malarstwem. Pod wpływem spotkania z architektem Hansem Poelzigiem zainteresował się architekturą i rozpoczął studia w tej dziedzinie. Studiował we Wrocławiu, ale douczał się m.in. w Darmstadt, Dreźnie i Berlinie. Po studiach zatrudnił się w pracowni Poelziga. Od 1925 roku pracował jako niezależny architekt, realizował budynki głównie na Śląsku.
W tym czasie należał do Werkbundu, organizował regionalny oddział tej instytucji. Do jego ówczesnych projektów należała organizacja wrocławskiej wystawy WuWa w 1929 roku, w ramach tej wystawy zaprojektował dwa budynki, z których jeden stał się jego domem. Jest także współprojektantem osiedla Westend na wrocławskim Szczepinie (z Theodorem Effenbergerem), które uległo częściowemu zniszczeniu w czasie oblężenia Wrocławia oraz nieukończonego osiedla Na Polance. Do projektów niezwiązanych ze Śląskiem należą dwie wille z czeskiego Jablonca nad Nysą i willa z Dubrownika, gdzie Lauterbach w 1935 roku mieszkał przez pewien czas. Opuścił Wrocław w 1945 roku, następnie w latach 1947–1950 pracował jako wykładowca Technische Hochschule w Stuttgarcie, a potem do 1958 roku był profesorem architektury w Werkakademie w Kassel. W 1960 roku przeniósł się Biberach an der Riß. Zmarł w 1973 roku.
Dla upamiętnienia postaci architekta w październiku 2016 rada miejska Wrocławia podjęła decyzję o nazwaniu jedną z ulic budowanego w zachodniej części miasta osiedla Nowe Żerniki ulicą Heinricha Lauterbacha.